# Карман
Карма́н — сумко- или конвертоподобное вместилище, пришитое или вшитое в предмет одежды для хранения мелких вещей, или в декоративных целях. 
Карманы также крепят к багажу, рюкзакам и подобным изделиям. В давние времена карман был отдельной маленькой сумочкой.

## Этимология
Слово «карман» появилось в русском языке в конце XVII века и имеет несколько версий происхождения:
- по Н. М. Шанскому[1] — от северо-тюркского karman («карман, кошелёк», где kar- «врываться, проникать»);
- Соболевский выступает против предположения о восточном происхождении этого слова и принимает родство с диалектальным корма́ «мешок рыболовной сети»;
- от греч. κορβανᾶς «храмовая сокровищница»;
- от старославянского коръвана;

По мнению Макса Фасмера, неверно возводить это слово к латинскому crumēna «кошелёк», также неудачно и сравнение Ильинского с греч. κείρω «стригу, подстригаю».

## Изобретение
В древности люди хранили ценности в кожаных или тканевых мешочках. На Эци, жившем около 3300 года до н. э., обнаружен пояс с пришитым к нему мешочком с полезными вещицами: скребком, кремнем, костяным шилом и сушёным грибом.
В европейской одежде в XIII веке появились отверстия (разрезы) в одежде, напоминающие современные карманы. Через эти боковые отверстия можно было дотянуться до носимых под одеждой сумки или ключам, висевшим на поясе. Согласно историку Ребекке Ансворт, карманы проявляются именно в конце XV века. В XVI веке растёт популярность и распространение карманов.
Позже карманы в европейской одежде подвешивались как кошельки на ремнях (омоньеры), скрытых от карманников под пальто или колетом. Дотянуться до такого кармана-кошелька можно было через боковой разрез.

В XVII веке карманы начали вшивать в мужскую одежду. Женщины продолжали носить мешочки под пышными юбками. Подобное половое неравенство сегодня проявляется, когда при подобном покрое одежды для мужчин карманы изготавливаются крупнее.
- Висящие на поясе сумочки-карманы крестьян XV века. Tacuinum sanitatis
- Подвесные карманы XVIII века
- Расположение подвесных карманов на фижмах. Реконструкция Школы-студии МХАТ

## Типы
Карман для часов или брелока — это специальный кармашек для карманных часов, который иногда присутствует на брюках, жилетах, джинсах. С уходом в прошлое карманных часов такие кармашки редко используются по своему первоначальному назначению.
Щелевой карман — тип непришитого на одежде кармана с плотной окантовкой по краю прорези, выглядящий как заплатка или прострочка. Такие карманы встречаются на смокинге или брюках, могут украшаться закрылком или застёжкой.
Походный карман пришит с внешней стороны предмета одежды, обычно квадратной формы с прострочкой .
Пивной карман — это небольшой карман на пиджаке или жилете для переноса бутылки пива. Он вошёл в моду в 1910-х годах в отдельных районах американского среднего запада и просуществовал до Сухого закона. Незначительное возвращение на одежду этого кармана произошло в 1980-х и начале 2000-х годов.

### Примеры карманных дизайнов
На некоторых нижеприведённых иллюстрациях карманов присутствует свёрнутый синий носовой платок:
- Накладной карман
- Накладной карман с прострочкой
- Откидной карман
- Плиссированный карман с застёжкой
- Щелевой карман «Smile» с плотной окантовкой
- Прорезной карман с листочкой или обтачками
- Карман с обтачкой или стойкой